# Фарима I
Фарима I Тами (ум. между 1540 и 1550 годом) — полулегендарный создатель и первый правитель королевства Койя.

## Биография
Согласно легенде, Фарима Тами был великим воином и считается родоначальником народа темне. Согласно преданию, он организовал темне в сильное королевство, прибыв с востока с большой армией, побеждая и уничтожая все сопротивление на своем пути, пока не достиг устья реки Рокель. Он основал свою столицу на территории нынешнего вождества Койя в городе Робага, недалеко от современного Фритауна. Фарима Тами правил в те времена, когда еще не было ни ружей, ни мечей — только копья, щиты, ножи, луки и стрелы.
Современные историки предполагают, что, вероятно, Фарима Тами был одним из предводителей племени мане, предков современных мандинка, которые пришли на территорию Сьерра-Леоне в начале XVI века. Они обладали более передовыми технологиями управления, усовершенствованными методами ткачества и производства железа по сравнению с местными племенами.
Солдаты Тами носили устрашающие военные рубашки, покрытые перьями и фетишисткими украшениями. У них были копья, луки и стрелы, ножи, привязанные к плечу, и щиты, сделанные из тугих связок тростника. Старейшины Темне до сих пор вспоминают, что Фарма «обучал людей военному искусству».
Город Робага, основанный Фармой Тами, темне до сих пор считают священным местом. Каждый верховный вождь королевства Койя должен совершить паломничество в Робагу и святилищу великого Фармы Тами.
Умер, по разным данным, между 1540 и 1550 годами.